# Horní Bory
Horní Bory (německy Ober Borry, dříve Německý Bor) je jihovýchodní část obce Bory v okrese Žďár nad Sázavou. V roce 2009 zde bylo evidováno 122 adres. V roce 2001 zde trvale žilo 346 obyvatel.
Horní Bory je také název katastrálního území o rozloze 5,91 km2. V katastrálním území Horní Bory leží i Cyrilov.

## Historie
Kolonizační ves vznikla nejpozději v polovině 13. století. První písemná zmínka o obci pochází z roku 1348, kdy je vesnice zmiňována jako součást radešínského statku, s nímž byla prodána k velkomeziříčskému panství.

## Obecní správa
V letech 1850–1886 k obci patřily Radenice a Rousměrov.

## Pamětihodnosti
Stojí zde kostel svatého Martina.

## Osobnosti
- Bohuslav Milostný (1882–1945), pedagog a odbojář
- Josef Těšík (1814–1880), kněz